# Günter Schmidt (Informatiker)
Günter Schmidt (* 1951) ist ein deutscher Informatiker und Wirtschaftswissenschaftler. Von 1991 bis 2017 war er Inhaber des Lehrstuhls für Operations Research and Business Informatics (ORBI) an der Universität des Saarlandes.

## Werdegang
Günter Schmidt studierte Wirtschaftsingenieurwesen und Informatik an der Technischen Universität Berlin. Nach seinem Studium ging er für ein Jahr zur ISCOR-Steel in Pretoria (Südafrika). 1983 wurde er zum Dr.-Ing. mit der Arbeit Polynomial lösbare Ablaufplanungsprobleme mit zeitlich begrenzter Ressourcenverfügbarkeit promoviert. 1988 verlieh ihm die TU Berlin mit der Habilitationsschrift Architektur und Methoden intelligenter Steuerungssysteme für die flexible Fertigung die venia legendi für Angewandte Informatik und Operations Research.
Von 1988 bis 1991 war er Inhaber des Lehrstuhls für Wirtschaftsinformatik an der European Business School und wechselte von dort an die Universität des Saarlandes, wo er von 1991 bis 2017 den Lehrstuhl für Operations Research and Business Informatics (ORBI) innehatte.
Schmidt erhielt Rufe auf Ordinariate für Produktionsinformatik der Universität Klagenfurt (1995), für Produktion und Logistik der Universität Wien (1998) und für Wirtschaftsinformatik der TU Clausthal (2000). 1995 war er Visiting Professor an der University of Technology in Sydney sowie 1998 am Informatik-Institut ICSI der University of California, Berkeley. Seit 2012 ist er Honorary Research Associate an der University of Cape Town, Südafrika.
Schmidt untersucht Probleme der kombinatorischen Optimierung mit wirtschaftlichen Anwendungen (z. B. Anwendung der kombinatorischen Optimierung auf Scheduling (Abläufe) und Trading (Handel) Probleme) und beschäftigt sich mit online Algorithmen und künstlicher Intelligenz zur Lösung von Problemen an Finanzmärkten.
Er ist Herausgeber der Springer-Handbuchreihe International Handbooks on Information Systems, Associate Editor des Journal of Scheduling sowie Senior Editor des Information Systems and e-Business Management.
Schmidt ist auch als Seniorprofessor an der German University of Digital Science tätig.

## Monographien
- CAM: Algorithmen und Decision Support für die Fertigungssteuerung, Springer, Berlin und Heidelberg 1989, ISBN 978-3-540-51088-8.
- mit Jacek Blazewicz, Klaus H. Ecker, Jan Weglarz: Scheduling in Computer and Manufacturing Systems, 2. Aufl., Springer, Berlin und Heidelberg 1994, ISBN 978-3-642-79036-2.
- Informationsmanagement. Modelle, Methoden, Techniken, 2. Aufl., Springer, Berlin und Heidelberg 1999, ISBN 978-3-540-66361-4.
- mit Jacek Blazewicz, Klaus H. Ecker, Erwin Pesch, Jan Weglarz: Scheduling Computer and Manufacturing Processes, 2. Aufl., Springer, Berlin und Heidelberg 2001, ISBN 978-3-540-41931-0.
- mit Peter Bernus, Laszlo Nemes (Hrsg.): Handbook on Enterprise Architecture, Springer, Berlin und Heidelberg 2003, ISBN 978-3-540-00343-4.
- mit Peter Bernus, Kai Mertins (Hrsg.): Handbook on Architectures of Information Systems, 2. Aufl., Springer, Berlin und Heidelberg 2006, ISBN 978-3-540-25472-0.
- mit Jürgen Moormann: IT in der Finanzbranche. Management und Methoden, Springer, Berlin und Heidelberg 2007, ISBN 978-3-540-34511-4.
- Prozessmanagement. Modelle und Methoden, 3. Aufl., Springer Gabler, Berlin und Heidelberg 2012, ISBN 978-3-642-33009-4.
- Persönliche Finanzplanung. Modelle und Methoden des Financial Planning, 3. Aufl., Springer Gabler, Berlin und Heidelberg 2016, ISBN 978-3-662-48426-5.
- mit Jacek Blazewicz, Klaus H. Ecker, Erwin Pesch, Malgorzata Sterna, Jan Weglarz: Handbook on Scheduling. From Theory to Practice, 2. Aufl., Springer, 2019, ISBN 978-3-319-99848-0.